# Polyssaïevo
Polyssaïevo (en russe : Полысаево) est une ville de l'oblast de Kemerovo, en Russie. Sa population s'élève à 25 631 habitants en 2021.

## Géographie
Polyssaïevo est arrosée par la rivière Inia et se trouve à 82 km (97 km par la route) au sud de Kemerovo et à 5 km au sud de Leninsk-Kouznetski.
La ville est desservie par la voie rapide Kemerovo-Novokouznets (32K-445), qui passe dans le nord et l'est de la ville, avec deux sorties.

## Histoire
Polyssaïevo a été fondée en 1952 comme une cité minière dépendant de la ville de Leninsk-Kouznetski. En 1989, Polyssaïevo s'est séparée de Leninsk-Kouznetski et a obtenu le statut de ville.

## Population
Recensements (*) ou estimations de la population
| 1959*  | 1970*  | 1979*  | 1989*  |
| ------ | ------ | ------ | ------ |
| 30 909 | 31 083 | 26 190 | 32 600 |

| 2002*  | 2010*  | 2012   | 2013   |
| ------ | ------ | ------ | ------ |
| 28 151 | 27 624 | 27 553 | 27 453 |

| 2016   | 2019   | 2021   | - |
| ------ | ------ | ------ | - |
| 26 738 | 26 012 | 25 631 | - |

## Économie
L'économie de Polyssaïevo repose sur l'exploitation du charbon, réalisée par trois entreprises :
- ZAO Chakhta Oktiabrskaïa (ЗАО Шахта "Октябрьская").
- OAO Pazrez Mokhovski (ОАО Разрез "Моховский").
- OAO Chakhta Polyssaevskaïa (ОАО Шахта "Полысаевская").